# Desensybilizatory chemiczne
Desensybilizatory chemiczne – to związki chemiczne o działaniu utleniającym, które osłabiają lub niszczą powierzchniowy obraz utajony. Np. dwuchromian potasowy K2Cr2O7 z kwasem solnym. 